# Soviet de l'Union
Le Soviet de l’Union (en russe Совет Союза, Soviet Soïouza), ou sous sa forme longue Soviet de l'Union du Soviet suprême de l'URSS (Совет Союза Верховного Совета СССР, Soviet Soïouza Verkhovnogo Sovieta SSSR), était une des deux composantes du Soviet suprême de l'Union soviétique avec le Soviet des nationalités,.
Jusqu'en 1989, il était élu au suffrage universel direct selon les principes de l’Union soviétique. Un député représentait environ 300 000 personnes. Jusqu’à la politique de glasnost de Mikhaïl Gorbatchev, seuls les membres du Parti communiste de l'Union soviétique pouvaient se présenter. En 1989, il est élu au suffrage indirect par le Congrès des députés du peuple d'Union soviétique. En octobre 1991, une dernière réforme institue la désignation de ses membres par les délégations des différentes républiques soviétiques.
Contrairement au Soviet des nationalités, le Soviet de l’Union représentait les intérêts de l’ensemble des citoyens de l’URSS, quelle que soit leur nationalité. Le Soviet de l’Union avait les mêmes pouvoirs et compétences que le Soviet des nationalités, y compris l’initiative législative.
Le Soviet de l’Union élisait un président, qui dirigeait les séances de l’assemblée, quatre assesseurs et des commissions permanentes[pas clair] : mandats, projets de lois, planification du budget, Affaires étrangères, Jeunesse, Industrie, Transports et communications, Construction et industrie de matériaux de construction, Agriculture, Biens de consommation, Éducation, Santé et sécurité sociale, Science et culture, Commerce, Services et économie locale, Environnement.